# Falsischnolea flavoapicalis
Falsischnolea flavoapicalis är en skalbaggsart som beskrevs av Stefan von Breuning 1940. Falsischnolea flavoapicalis ingår i släktet Falsischnolea och familjen långhorningar.
Artens utbredningsområde är Paraguay. Inga underarter finns listade i Catalogue of Life.